# Split (Unix)
Split é um utilitário que gera diversos arquivos com determinado tamanho ou número de linhas a partir de um. Por padrão, os arquivos gerados seguirão a regex x[a-z]: xaa, xab, xac, ... , xzw, xzy, xzz.
Sintaxe:
```
split [ -linecount | -l linecount ] [ -a suffixlength ] [ file (name) ]
split -b num [k | m] [ -a suffixlength ] [ file (name)]
```

| Comando                     | Resultado |
| --------------------------- | --- |
| - linecount \| -l linecount | Quantidade de linhas em cada "fatia". Padrão: 1000 linhas. |
| - a suffixlength            | Altera o tamanho do sufixo de arquivo gerado (padrão: aa-zz); se não especificado, assume-se por padrão 2. Cuidado para não extrapolar NAME_MAX. Garanta que haja sufixos suficientes para todos os arquivos gerados. |
| -b num                      | Tamanho de cada arquivo gerado. Por padrão, em bytes. Utilize k (kilobytes) ou m (megabytes). |